# ミュンスター (ヘッセン)
ミュンスター (ドイツ語: Münster) はドイツ連邦共和国ヘッセン州ダルムシュタット＝ディーブルク郡に属す町村（以下、本項では便宜上「町」と記述する）。

## 地理
自治体としてのミュンスターは3つの地区からなる。ミュンスター地区は人口約12,000人の集落である。この東側に合併された人口3,000人のアルトハイム地区、北西に人口約200人の新しい地区であるブライテフェルト地区が位置する。

### 隣接する市町村
ミュンスターの北にはエッパーツハウゼン、東にはバーベンハウゼン、南にはグロース＝ウムシュタットとディーブルク、西にはメッセルが、それぞれ境を接して位置している。

### 交通
ミュンスターはドライアイヒ鉄道（フランクフルト・アム・マイン - ドライアイヒ＝ブーフシュラーク - レーダーマルク/オーバー＝ローデン - ディーブルク）沿いに位置する。さらにミュンスターからはバスの679系統および674系統がレーダーマルク、ディーブルク、ラインハイムへ、611系統および648系統（グロース＝ツィンメルン経由）がダルムシュタットへ運行している。
アルトハイムはマイン＝ライン鉄道によって、ダルムシュタット、マインツ、ヴィースバーデンおよびアシャッフェンブルクと結ばれている。
ミュンスターは高速道路に拡張された連邦道B45号線のランプが2つ、アルトハイムにはB26号線のランプが1つある。

## 歴史

### ミュンスター地区
ミュンスター (Münster) という名前はフランク王国時代あるいはカロリング朝時代に遡る。古文書には Monster、Munster、Monstere と表記されている。ラテン語の monassterium にあたるこの言葉は、「修道院教会」あるいは「修道院に属すもの」といった意味である。
782年のロルシュ修道院への寄進証書で、女子修道院長アバは、「ad gaspenze」（ゲルシュプレンツ川沿いの）所領について言及している。この所領は「Rohada」（ローダウ川）のほとり、ラオドーラ地方（ローデン、オーバー＝ローデン、ニーダー＝ラーデン）に位置し、ノイエンホーフ修道院に属していたのだが、これを他の附属する所領とともにロルシュ修道院に寄進したのである。おそらくミュンスターはこのゲルシュプレンツ川の所領に含まれていたものと考えられる。
1254年の史料にミュンスターが初めて記録されている。同じ頃、ヴェルラハという小さな集落が何度も登場する。この集落はヴェルラヒャー・ミューレ（現在のリース農場）の近くにあり、1489年頃から以降は存在しなくなった。これ以後の史料では、ヴェルラハは廃村として言及される。
相続争いの過程から、1304年のミュンスターは5/6がファルケンシュタイン伯領に、1/6がハーナウ伯領に属していた。1418年にヴェルナー3世フォン・ファルケンシュタインの死でこの家門が断絶し、これによりミュンスターの支配権の比率は変化した。1419年5月にファルケンシュタイン伯の遺領は、ファルケンシュタイン家最後の三姉妹の間で分割された。
ミュンスターとヴェルラハはゾルムザー家系のものとなり、相続により一部は夫を亡くしたザイン伯アンナに、一部はイーゼンブルク伯の手に渡った。1486年からは、イーゼンブルク伯ディーターがミュンスターとヴェルラハの5/6を所有した。これがヴェルラハが史料に登場する最後の記録である。
こちらも相続によりハーナウ＝リヒテンベルク伯領となっていたミュンスターとヴェルラハの残る1/6は、1486年に交換によってマインツ選帝侯領となった。マインツは1706年にこのミュンスターの所領をイーゼンブルクと交換した。こうしてミュンスター全域がイーゼンブルク伯の所領となった。イーゼンブルク侯カールはナポレオン1世と同盟し、ナポレオンの敗退後、自らの将来を覚悟しなければならなかった。彼はスイスに逃亡し、その領邦が1815年に皇帝フランツ2世に、1816年7月9日にヘッセン＝ダルムシュタット大公に併合されるのを妨げることはできなかった。

### アルトハイム地区
アルトハイム村の成立は、おそらくさらに古いと考えられる。アルトハイムの教会の早期ロマネスク様式の中央部分は11世紀に遡るもので、大きな入植地の中央に位置した。アルトハイムについて記述されていることが知られている最古の文献は1317年のものである。
アルトハイムに所領を持つエップシュタイン家は、土着の3人の貴族ガイリング家、クリーゲ家、シャーデ家にレーエンを与えた。クリーゲ家とシャーデ家が16世紀に断絶した後、その所領は、当時バーベンハウゼンを本拠としていたハーナウ＝リヒテンベルク伯に与えられた。
1527年から1736年までアルトハイムはハーナウ＝リヒテンベルク伯領に属した。1736年3月18日に最後のハーナウ＝リヒテンベルク伯家が亡くなった後、アルトハイムはハーナウ＝カッセル家に移り、1771年までその所領となった。
長い間闘争の後、ハーナウの遺領はヘッセンの2つの貴族家で分配することとなった。アルトハイムは1771年3月28日にヘッセン＝ダルムシュタット方伯領に属すこととなった。
1918年11月9日にヴァイマル共和国樹立宣言以降、ミュンスターとアルトハイムはヘッセン州ディーブルク郡に属した。
1971年12月31日、アルトハイムは市町村再編として自由意思によりミュンスターと合併した。

### ブライテフェルト地区（旧ミュンスター倉庫）
第二次世界大戦中、ミュンスター北西部に弾薬庫クルツ・ムーナが建設された。このトーチカは1963年までミュンスター・アモ・デポットという名で米軍が再利用したが、後にアメリカ人によって爆破された。これにより弾薬は、一部は爆発したが、ミュンスターの森を汚染してしまい、1990年代になってやっと一部が汚染除去された。しかしその後も森の大部分の立ち入り規制は解除されていない。
旧トーチカの近くには米軍の兵舎が造られ、1990年代の半ばまでアメリカ陸軍のミュンスター兵舎あるいはミュンスター倉庫として用いられていた。ここには特に憲兵隊と第184補給中隊（第15補給大隊）が駐屯していた。この頃、ミュンスター倉庫には核兵器も格納されており、冷戦終結後に搬出された。1994年9月に米軍はミュンスターから撤退し、兵舎は放置された。
この旧軍用地はしばらく空き地になっていたが、1990年代の終わりに産業地域に指定された。現在ここはブライテフェルト地区となっている。

## 行政

### 首長
ミュンスターの町長は無所属のヨアヒム・シュレットである。ヨアヒム・シュレットは2020年4月26日に郵便投票で行われた町長選挙で 56.5 % の票を獲得して前町長ゲラルト・フランク (SPD) に勝利し、新たな町長に選出された。

### 議会
ミュンスターの町議会は、37議席からなる。

### 紋章
ミュンスターの紋章は、ハーナウの白鳥と、イーゼンブルク伯の印章から採られた黒い2本のストライプを組み合わせたものである。町はこの紋章を1684年から使っており、1956年から公式の紋章となった。

### 友好都市
- アプテナウ（オーストリア、ザルツブルク州）1971年[4]
- ラインスドルフ（ドイツ、ザクセン州）

## 公共機関

### 教会
- ミュンスターのカトリック教会
- ミュンスターのプロテスタント教会
- アルトハイムのプロテスタント教会（カトリック教会も共用している）

### 教育
ミュンスターには基礎課程学校が2校と総合学校（本課程学校、実科学校、ギムナジウム相当）が1校ある。

## 人物

### ゆかりの人物
- ヨルグ・ロスコフ（1969年 - ）卓球選手。ディーブルクで生まれ、ミュンスターで育った。

## 引用
1. ↑  Hessisches Statistisches Landesamt: Bevölkerung in Hessen am 31.12.2023 (Landkreise, kreisfreie Städte und Gemeinden, Einwohnerzahlen auf Grundlage des Zensus 2011)]
2. ↑  http://www.ladadi.de/Muenster.1046.0.html
3. ↑  Thomas Bach (2020年4月26日). “Münster: Joachim Schledt ist neuer Bürgermeister”. Echo Online 2020年10月7日閲覧。
4. ↑  http://www.abtenau.at/